# Himantogonus rufocinctus
Himantogonus rufocinctus är en mångfotingart som beskrevs av Carl 1932. Himantogonus rufocinctus ingår i släktet Himantogonus och familjen orangeridubbelfotingar. Inga underarter finns listade i Catalogue of Life.